# Michael Zapfe
Michael Zapfe (* 1963) ist ein deutscher Marketingfachmann und Heraldiker, der zahlreiche Wappen für Gemeinden und Orte in Deutschland entworfen hat.

## Werdegang
Zapfe studierte Kunst und Mathematik und beschäftigte sich wissenschaftlich mit interkultureller Erziehung im ästhetischen Bereich. Michael Zapfe ist Mitinhaber und Geschäftsführer der in Erfurt ansässigen Diemar, Jung  & Zapfe Werbeagentur GmbH. Seit 1990 ist er kreativer Kopf der Grafik und verantwortlich für den Einsatz von Medien-Technologie im Unternehmen. Er ist Spezialist für Typografie, Verpackungs- und Editorial Design und erhielt dafür verschiedenste Auszeichnungen. Er verfügt über ausgeprägten Marketing-Sachverstand in den Branchen Tourismus, Lebensmittel und Technologie sowie über langjährige Erfahrungen in der politischen Kommunikation.
Zapfe ist auch Experte auf dem Gebiet der Heraldik.

## Wappengestaltung

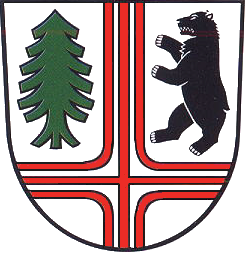
Wappen der Stadt Hermsdorf, von Michael Zapfe gestaltet

Zapfe fertigte insbesondere neue Wappen für Orte in Mecklenburg-Vorpommern, Sachsen und Thüringen an, die nach der Deutschen Wiedervereinigung sowie aufgrund der Reformen der Gemeindestrukturen um die 2000er Wende erforderlich waren. Dazu zählt beispielsweise das am 30. August 1994 genehmigte Wappen für die Stadt Hermsdorf am dortigen Autobahnkreuz, für das Zapfe folgende Blasonierung wählte:
In Silber ein silbernes, rot bordiertes Stützbogenkreuz, das mit einem roten Fadenkreuz belegt ist, dessen Schnittpunkt sich in Schildfußhöhe befindet; vorn ein grüner Nadelbaum, hinten ein schwarzer Bär.
Weitere Wappen gestaltete Zapfe unter anderem für:
Mecklenburg-Vorpommern

| - Ahrenshagen-Daskow - Bernitt - Blowatz - Breege - Damshagen - Dobbertin - Gägelow - Gager | - Grambow - Grimmen - Gutow - Hiddensee - Hohenkirchen - Klütz - Kröpelin - Kröslin | - Loddin - Neuenkirchen - Niepars - Prohn - Rambin - Rehna - Retschow - Sellin | - Semlow - Trinwillershagen - Ückeritz - Usedom - Wusterhusen - Zempin - Zierow |

Sachsen

| - Erzgebirgskreis - Mittlerer Erzgebirgskreis | - Aue-Bad Schlema - Sehmatal - Bärenstein |

Thüringen

| - Aga - Altkirchen - Berlstedt - Bethenhausen - Bottendorf - Caaschwitz - Ellersleben - Eschenbergen - Gangloffsömmern - Göhren - Gorsleben - Großenstein | - Guthmannshausen - Hermsdorf - Kauern - Könitz - Krautheim - Langenleuba-Niederhain - Langenorla - Löbichau - Mörsdorf - Naundorf - Niederroßla - Nobitz | - Olbersleben - Probstzella - Reinsdorf - Rittersdorf - Roben - Rohrbach - Röpsen - Saale-Orla-Kreis - Seega - Starkenberg - Steinthaleben | - Tegkwitz - Troistedt - Udestedt - Umpferstedt - Vogelsberg - Landkreis Weimarer Land - Wernburg - Windischleuba - Wundersleben - Zedlitz - Zöllnitz |